# Beatriz Lidia Coira
Beatriz Lidia Luisa Coira és una geòloga argentina referent en l'àrea de vulcanisme.
Es va llicenciar com a geòloga a la Facultat de Ciències Exactes i Naturals de la Universitat de Buenos Aires el 1966. La seva tesi va versar sobre la Serralada Frontal de Mendoza, a l'Argentina. En 1973 va aconseguir el grau de doctora amb una tesi sobre la geologia i la petrologia a la regió d'Abra Pampa a la Puna d'Atacama. Va ser pionera en els estudis sobre aquesta regió, la qual cosa li va valer ser cridada "La reina de la Puna".
Beatriz Coira va treballar al Servei Geològic Nacional als anys seixanta. Després de la seva tesi doctoral es va radicar al Nord-oest argentí i va realitzar les seves investigacions per al Consell Nacional d'Investigacions Científiques i Tècniques de l'Argentina (CONICET), a la categoria d'investigadora principal. Va ser professora a la Universitat Nacional de Jujuy, amb el càrrec de professora titular de la Càtedra Petrologia i Petrografia. Es va exercir a més com a consellera acadèmica a la UNJu i directora de l'Institut de Geologia i Mineria d'aquesta universitat.
L'any 2005 va ser aprovada per l'IMA la coiraïta, una nova espècie mineral que rebia el nom en honor seu, per la seva destacada investigació sobre el vulcanisme, la geologia regional i la seva relació amb la formació de jaciments de mineral a l'Argentina.
El 2012 va ser guardonada amb el Premi Strobel per a investigadors destacats al camp de les Ciències de la Terra, en virtut del seu extens recorregut docent i les seves rellevants aportacions a la geologia regional, la metalogènia i els processos volcànics del Nord-oest argentí. El 2014 va rebre la distinció a la Dona destacada a Mineria per part d'Argentinamining, i el 2019 va ser homenatjada pels seus col·legues al V Simposi del Miocè-Pleistocè del Centre i Nord d'Argentina.